# Brilstruikgors
De brilstruikgors (Atlapetes leucopis) is een zangvogel uit de familie Passerellidae (Amerikaanse gorzen).

## Verspreiding en leefgebied
Deze soort komt voor in de Andes van zuidelijk Colombia en oostelijk Ecuador.